# Pääru Oja
Pääru Oja (* 16. Mai 1989 in Tallinn) ist ein estnischer Schauspieler.

## Leben und Karriere
Pääru Oja ist der Sohn des Schauspielers Tõnu Oja.
Oja arbeitete von 2006 bis 2020 am Estnischen Dramatheater. 2012 schloss er sein Studium ab.

## Filmografie (Auswahl)

### Kino
- 2013: Sommerdetektive (Väikelinna detektiivid ja Valge Daami saladus)
- 2015: Brüder/Feinde (1944)
- 2016: The Spy and the Poet (Luuraja ja luuletaja)
- 2018: Mihkel
- 2018: Põrgu Jaan
- 2018: Hölma All
- 2020: Helene
- 2020: Hüvasti, NSVL!
- 2020: Viimeiset (Viimased)
- 2020: O2
- 2020: Christmas in the Jungle
- 2024: Vari

### Fernsehen
- 2011: Kalevipojad
- 2014: Väikelinna detektiivid
- 2016: Kuum jälg
- 2018–2019: Lõks
- 2014–2020: Kättemaksukontor
- 2020: Cold Courage
- 2022: Vikings: Valhalla